# Yamazaki Masato (cầu thủ bóng đá, sinh 1981)
Yamazaki Masato (山崎 雅人  sinh ngày 4 tháng 12 năm 1981 ở Yamashina-ku, Kyoto) là một cầu thủ bóng đá người Nhật Bản hiện tại thi đấu cho Zweigen Kanazawa.

## Thống kê sự nghiệp câu lạc bộ
Cập nhật đến ngày 23 tháng 2 năm 2018.
| Thành tích câu lạc bộ | Thành tích câu lạc bộ | Thành tích câu lạc bộ | Giải vô địch | Giải vô địch | Cúp                   | Cúp                   | Cúp Liên đoàn | Cúp Liên đoàn | Châu lục | Châu lục  | Khác    | Khác      | Tổng cộng | Tổng cộng |
| Mùa giải              | Câu lạc bộ            | Giải vô địch          | Số trận      | Bàn thắng    | Số trận               | Bàn thắng             | Số trận       | Bàn thắng     | Số trận  | Bàn thắng | Số trận | Bàn thắng | Số trận   | Bàn thắng |
| Nhật Bản              | Nhật Bản              | Nhật Bản              | Giải vô địch | Giải vô địch | Cúp Hoàng đế Nhật Bản | Cúp Hoàng đế Nhật Bản | J. League Cup | J. League Cup | AFC      | AFC       | Khác1   | Khác1     | Tổng cộng | Tổng cộng |
| --------------------- | --------------------- | --------------------- | ------------ | ------------ | --------------------- | --------------------- | ------------- | ------------- | -------- | --------- | ------- | --------- | --------- | --------- |
| 2000                  | Đại học Kokushikan    | JFL                   | 6            | 1            | -                     | -                     | -             | -             | -        | -         | -       | -         | 6         | 1         |
| 2001                  | Đại học Kokushikan    | JFL                   | 12           | 4            | -                     | -                     | -             | -             | -        | -         | -       | -         | 12        | 4         |
| 2002                  | Đại học Kokushikan    | JFL                   | 1            | 0            | 0                     | 0                     | -             | -             | -        | -         | -       | -         | 1         | 0         |
| 2003                  | Đại học Kokushikan    | JFL                   | 2            | 0            | -                     | -                     | -             | -             | -        | -         | -       | -         | 2         | 0         |
| 2004                  | Yokohama F. Marinos   | J1 League             | 13           | 0            | 1                     | 0                     | 6             | 1             | 4        | 1         | 2       | 0         | 26        | 2         |
| 2005                  | Yokohama F. Marinos   | J1 League             | 2            | 0            | 0                     | 0                     | 0             | 0             | 4        | 1         | 4       | 0         | 10        | 1         |
| 2005                  | Oita Trinita          | J1 League             | 10           | 2            | 2                     | 1                     | 0             | 0             | -        | -         | -       | -         | 12        | 3         |
| 2006                  | Oita Trinita          | J1 League             | 25           | 0            | 1                     | 0                     | 4             | 0             | -        | -         | -       | -         | 30        | 0         |
| 2007                  | Oita Trinita          | J1 League             | 26           | 1            | 2                     | 0                     | 6             | 0             | -        | -         | -       | -         | 34        | 1         |
| 2008                  | Gamba Osaka           | J1 League             | 30           | 4            | 5                     | 2                     | 4             | 0             | 11       | 5         | 6       | 3         | 56        | 14        |
| 2009                  | Gamba Osaka           | J1 League             | 23           | 2            | 5                     | 2                     | 0             | 0             | 6        | 1         | 1       | 0         | 35        | 5         |
| 2010                  | Sanfrecce Hiroshima   | J1 League             | 25           | 3            | 1                     | 0                     | 3             | 0             | 3        | 0         | -       | -         | 32        | 3         |
| 2011                  | Sanfrecce Hiroshima   | J1 League             | 8            | 0            | 0                     | 0                     | 1             | 0             | -        | -         | -       | -         | 9         | 0         |
| 2011                  | Montedio Yamagata     | J1 League             | 14           | 4            | 0                     | 0                     | 0             | 0             | -        | -         | -       | -         | 14        | 4         |
| 2012                  | Montedio Yamagata     | J2 League             | 35           | 4            | 1                     | 0                     | -             | -             | -        | -         | -       | -         | 36        | 4         |
| 2013                  | Montedio Yamagata     | J2 League             | 35           | 8            | 3                     | 0                     | -             | -             | -        | -         | -       | -         | 38        | 8         |
| 2014                  | Montedio Yamagata     | J2 League             | 36           | 4            | 6                     | 2                     | -             | -             | -        | -         | 2       | 1         | 44        | 7         |
| 2015                  | Montedio Yamagata     | J1 League             | 13           | 0            | 0                     | 0                     | 3             | 1             | -        | -         | -       | -         | 16        | 1         |
| 2016                  | Zweigen Kanazawa      | J2 League             | 38           | 7            | 0                     | 0                     | -             | -             | -        | -         | 2       | 0         | 40        | 7         |
| 2017                  | Zweigen Kanazawa      | J2 League             | 28           | 2            | 2                     | 0                     | -             | -             | -        | -         | -       | -         | 30        | 2         |
| Tổng                  | Tổng                  | Tổng                  | 382          | 46           | 29                    | 7                     | 27            | 2             | 28       | 8         | 17      | 4         | 483       | 67        |

1Bao gồm J. League Championship, A3 Vô địch Cup, Siêu cúp Nhật Bản, Pan-Pacific Championship, Giải bóng đá vô địch Suruga Bank, Giải bóng đá Cúp câu lạc bộ thế giới, Promotion Playoffs to J1 and J2/J3 Playoffs.

## Danh hiệu
Yokohama F. Marinos
- J1 League - 2004

Gamba Osaka
- Giải vô địch bóng đá các câu lạc bộ châu Á - 2008
- Pan-Pacific Championship - 2008
- Cúp Hoàng đế Nhật Bản - 2008, 2009